# Rouvenac
Rouvenac  est une commune déléguée française, située dans le département de l'Aude en région Occitanie. 
Ses habitants sont appelés les Rouvenacois.

## Géographie
Commune du piémont pyrénéen située au nord-ouest de Quillan.

### Communes limitrophes
|                       | Festes-et-Saint-André | La Serpent       |
| Saint-Jean-de-Paracol | Rouvenac              | Fa (Val-du-Faby) |
| Puivert               | Quillan               |                  |

## Histoire
Rouvenac se situe dans l'antique Pagus Redensis, devenu comté de Razès à l'époque carolingienne. Jusqu'au milieu du XIIIe siècle, le monastère de Joucou puis les seigneurs d'Aniort possèdent le lieu de Rouvenac. L'archevêque de Narbonne en devient le seigneur en 1258.
Le 1er janvier 2019, la commune fusionne avec Fa pour former la commune nouvelle de Val-du-Faby dont la création est actée par arrêté du préfet de l'Aude en date du 5 décembre 2018.

## Politique et administration
| Période                                  | Période   | Identité        | Étiquette | Qualité |
| ---------------------------------------- | --------- | --------------- | --------- | ------- |
| mars 2001                                | mars 2008 | Denis Peyrade   |           |         |
| mars 2008                                | mai 2010  | Christian Dolle |           |         |
| juin 2010                                | En cours  | Denis Peyrade   |           |         |
| Les données manquantes sont à compléter. |           |                 |           |         |

## Démographie
| 1793 | 1800 | 1806 | 1821 | 1831 | 1836 | 1841 | 1846 | 1851 |
| ---- | ---- | ---- | ---- | ---- | ---- | ---- | ---- | ---- |
| 545  | 557  | 597  | 634  | 649  | 664  | 646  | 638  | 606  |

| 1856 | 1861 | 1866 | 1872 | 1876 | 1881 | 1886 | 1891 | 1896 |
| ---- | ---- | ---- | ---- | ---- | ---- | ---- | ---- | ---- |
| 596  | 557  | 518  | 544  | 567  | 564  | 516  | 440  | 430  |

| 1901 | 1906 | 1911 | 1921 | 1926 | 1931 | 1936 | 1946 | 1954 |
| ---- | ---- | ---- | ---- | ---- | ---- | ---- | ---- | ---- |
| 389  | 391  | 386  | 297  | 294  | 291  | 259  | 258  | 240  |

| 1962 | 1968 | 1975 | 1982 | 1990 | 1999 | 2006 | 2011 | 2016 |
| ---- | ---- | ---- | ---- | ---- | ---- | ---- | ---- | ---- |
| 210  | 182  | 167  | 176  | 143  | 154  | 189  | 212  | 222  |

## Culture locale et patrimoine

### Lieux et monuments

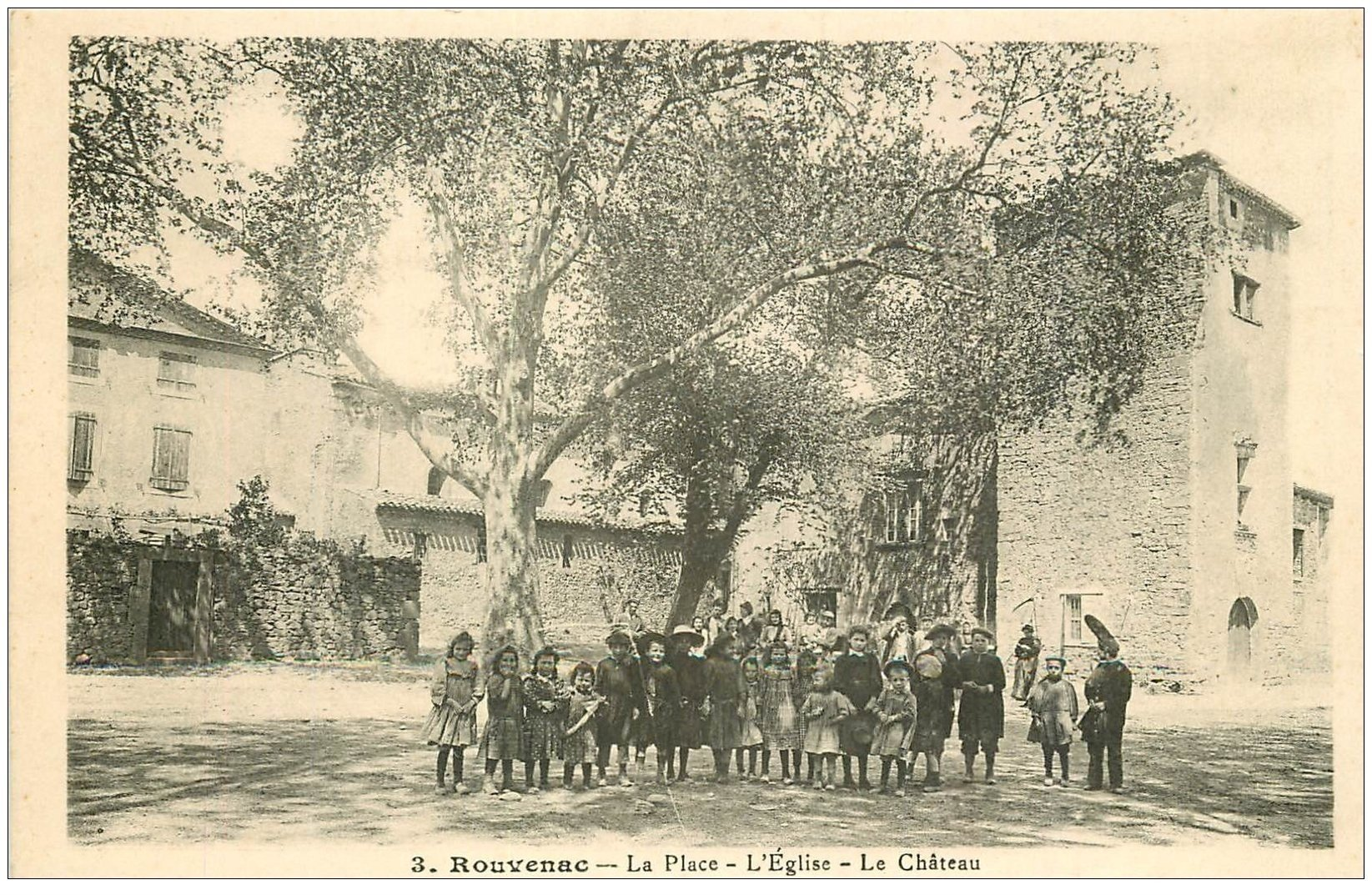
Église Saint Barthélémy de Rouvenac

- Église Saint-Barthélemy

### Personnalités liées à la commune
- Bernat de Rouvenac, troubadour (XIIIe siècle)
- Adrien de Luillier-Rouvenac (1729-?), homme politique né à Rouvenac, député de la noblesse aux États généraux de 1789.
- Edgar Faure (1908-1988) rattaché par son père à la commune [9].

### Héraldique
| Rouvenac | Son blasonnement est : Palé et contre-palé d'argent et d'azur de quatre pièces. |